# Station Koprzywnica
Station Koprzywnica is een spoorwegstation in de Poolse plaats Koprzywnica.